# Torben Bille

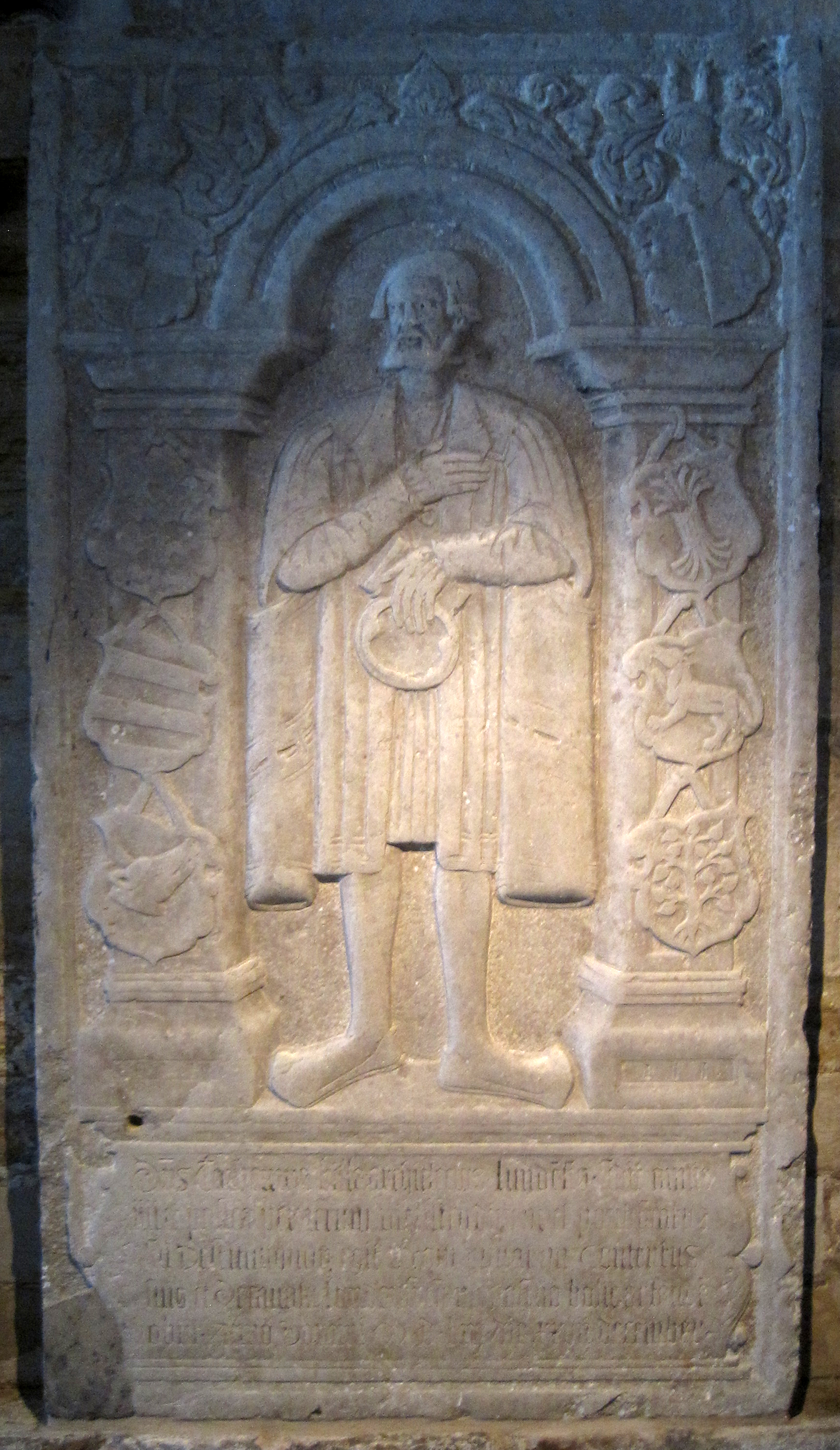
Torben Billes gravhäll i Lunds domkyrkas krypta

Torben (eller Torbern) Bille, död den 27 december 1552, var ärkebiskop i Lunds stift 1532-1536. Han var bror till stormannen Claus Bille och kusin till Eske och Ove Bille.
Torben Bille blev 1510 kanik i Lund och senare dekan. Han valdes 1532 till ärkebiskop, men fick förbinda sig att inte förhindra de evangeliska predikanterna att predika eller prästerna att gifta sig. Efter Fredrik I:s död 1533 bröt han sitt löfte och började undertrycka reformationens anhängare. I augusti 1536 blev han fängslad och avsatt från sin värdighet. Han hölls i fängelse ett år, tills han avstod från all biskoplig myndighet. Därefter och till sin död var han föreståndare för Bosjökloster.
Torben Bille hade en egen gård i Lund, Billegården, omnämnd 1547. Under slutet av 1500-talet var Beate Bille, brorsdotter till Torben Bille, ägare.